# مارکو اوستویا
 مارکو اوستویا (انگلیسی: Marko Ostoja؛ زادهٔ ۲۰ اکتبر ۱۹۶۰) یک تنیس‌باز اهل یوگسلاوی است.